# Um Acústico Diferente
Um Acústico Diferente é um álbum ao vivo da banda de forró eletrônico pernambucana Limão com Mel, gravado e lançado em 2003, pela Atração Fonográfica, com o intuito de regravar canções que fizeram sucesso do primeiro álbum, de 1994, até o seu antecessor, Toma Conta De Mim, em formato acústico, dentre outros álbuns gravados da mesma forma futuramente, como o Acústico In Concert, de 2006. O álbum consiste na formação dos vocalistas Batista Lima, Ângela Espíndola e Simara Pires.[carece de fontes?]

## Faixas
| N.º            | Título                                       | Compositor(es)                                       | Voz principal                   | Duração  |  |
| 1.             | "Um Sonho de Amor (The Boxer)"               | Paul Simon (versão: A. Duncan)                       | Batista Lima                    | 3:58     |  |
| 2.             | "Tudo Deu Em Nada (Menta y Limón)"           | Roque Naravaja / Carlos Nárea (versão: José Augusto) | Batista Lima                    | 4:15     |  |
| 3.             | "Toma Conta de Mim"                          | Batista Lima                                         | Batista Lima                    | 4:40     |  |
| 4.             | "Pra Sempre (Lost In Love)"                  | Graham Russell (versão: Batista Lima)                | Batista Lima e Ângela Espíndola | 3:58     |  |
| 5.             | "Fica Comigo"                                | Thomas Roth / Arnaldo Saccomani                      | Ângela Espíndola                | 3:44     |  |
| 6.             | "Fantasias"                                  | José Augusto                                         | Batista Lima                    | 4:25     |  |
| 7.             | "Sem Amor Não Dá"                            | Batista Lima                                         | Batista Lima                    | 4:47     |  |
| 8.             | "De Janeiro a Janeiro"                       | Zezito Doceiro                                       | Ângela Espíndola                | 3:44     |  |
| 9.             | "Tentei Te Esquecer"                         | Cruz Gago                                            | Batista Lima                    | 4:00     |  |
| 10.            | "Vivendo de Solidão"                         | Batista Lima                                         | Batista Lima                    | 5:07     |  |
| 11.            | "Ainda É Tempo"                              | Lala Menezes / Marquinhos Maraial                    | Batista Lima                    | 3:57     |  |
| 12.            | "Desejos e Loucuras"                         | Lala Menezes / Marquinhos Maraial                    | Ângela Espíndola                | 4:07     |  |
| 13.            | "Ponto Final"                                | Chrystian Lima / Beto Caju                           | Batista Lima                    | 4:11     |  |
| 14.            | "Incertezas"                                 | Batista Lima                                         | Batista Lima                    | 4:30     |  |
| 15.            | "A Noite Mais Linda"                         | Augusto César / José Augusto / Paulo Sergio Valle    | Batista Lima                    | 4:20     |  |
| 16.            | "Pot-Pourri: Meu Neguinho / Frente a Frente" | Edson Lima; Edson Lima / Batista Lima                | Simara Pires e Batista Lima     | 5:05     |  |
| 17.            | "Anjo Querubim"                              | Petrucio Amorim                                      | Ângela Espíndola                | 4:26     |  |
| Duração total: | Duração total:                               | Duração total:                                       | Duração total:                  | 01:13:38 |  |

## Créditos

### Ficha técnica
- Produtor Fonográfico: Atração Fonográfica
- Produção Executiva: Ailton Souza
- Técnicos: Olimpio Jr., Amedicio Jr.
- Gravado no Estúdio Móvel Talisma
- Direção do Show: Allton Souza
- Mixado no Studio Talismã - Salgueiro (PE)
- Produzido por: Talsma Produções
- Direção Musical: Batista Lima
- Projeto Gráfico: Oscar Venegas
- Direção de Estudio: Aiton Souza
- Arranjos: Limão com Mel

### Músicos
- Voz: Batista Lima, Angela Espindola, Simara Pires
- Violões: César Rasec / Veva Show / Batista Lima / Mauricio Guitar
- Baixo Acústico: Arnaldo DJ / Ari Gomes / Lobão
- Sax Alto, Soprano e Flauta: Amedicio Jr.
- Vocal: Jorge Stanley
- Percussão: Clodô / Amedicio Jr.
- Sanfona: Toninho Bahia